# Илинский, Ян Станислав
Граф Ян Стани́слав Или́нский (точнее Илиньский, пол. Jan Stanisław Iliński, в русских источниках также Иван Августович Ильинский, а в некоторых Жилинский; 1795, Романов, Российская империя — 10 [23] декабря 1860) — польский композитор и поэт из рода Илинских.

## Биография
Сын известного богача А. И. Илинского, состоял на российской государственной службе: секретарём канцелярии великого князя Константина Павловича в Варшаве, затем по ведомству Министерства иностранных дел, при петербургском дворе. В 1853 г. получил назначение сенатором. При расследовании деятельности декабристов в показаниях двух подследственных фигурировал как член Общества соединённых славян, однако эти показания не были подтверждены другими участниками Общества, и Следственный комитет постановил не считать Илинского причастным к делу.
Музыкальное образование получил в Вене под руководством Антонио Сальери и Фердинанда Кауэра. Написал мессы до минор и ре минор (премьера второй состоялась в Вене в 1826 году), Te Deum, De profundis, Miserere, Stabat Mater и ряд других духовных сочинений (преимущественно для хора с оркестром), симфонию фа мажор, увертюры к пьесам Шекспира и Шиллера, пять маршей для оркестра, два фортепианных концерта, рондо для скрипки с оркестром, восемь струнных квартетов, фортепианные и вокальные сочинения. Опубликовал в Париже несколько стихотворных книг на французском языке.